# Lietavská Lúčka
Lietavská Lúčka – wieś (obec) na Słowacji położona w kraju żylińskim, w okręgu Żylina w Kotlinie Żylińskiej. Pierwsze wzmianki o miejscowości pochodzą z roku 1393.
Według danych z dnia 31 grudnia 2010, wieś zamieszkiwało 1792 osoby, w tym 923 kobiety i 869 mężczyzn.
W 2001 roku rozkład populacji względem narodowości i przynależności etnicznej wyglądał następująco:
- Słowacy – 99,28%
- Czesi – 0,39%
- Morawianie – 0,06%
- Polacy – 0,06%
- Węgrzy – 0,06%

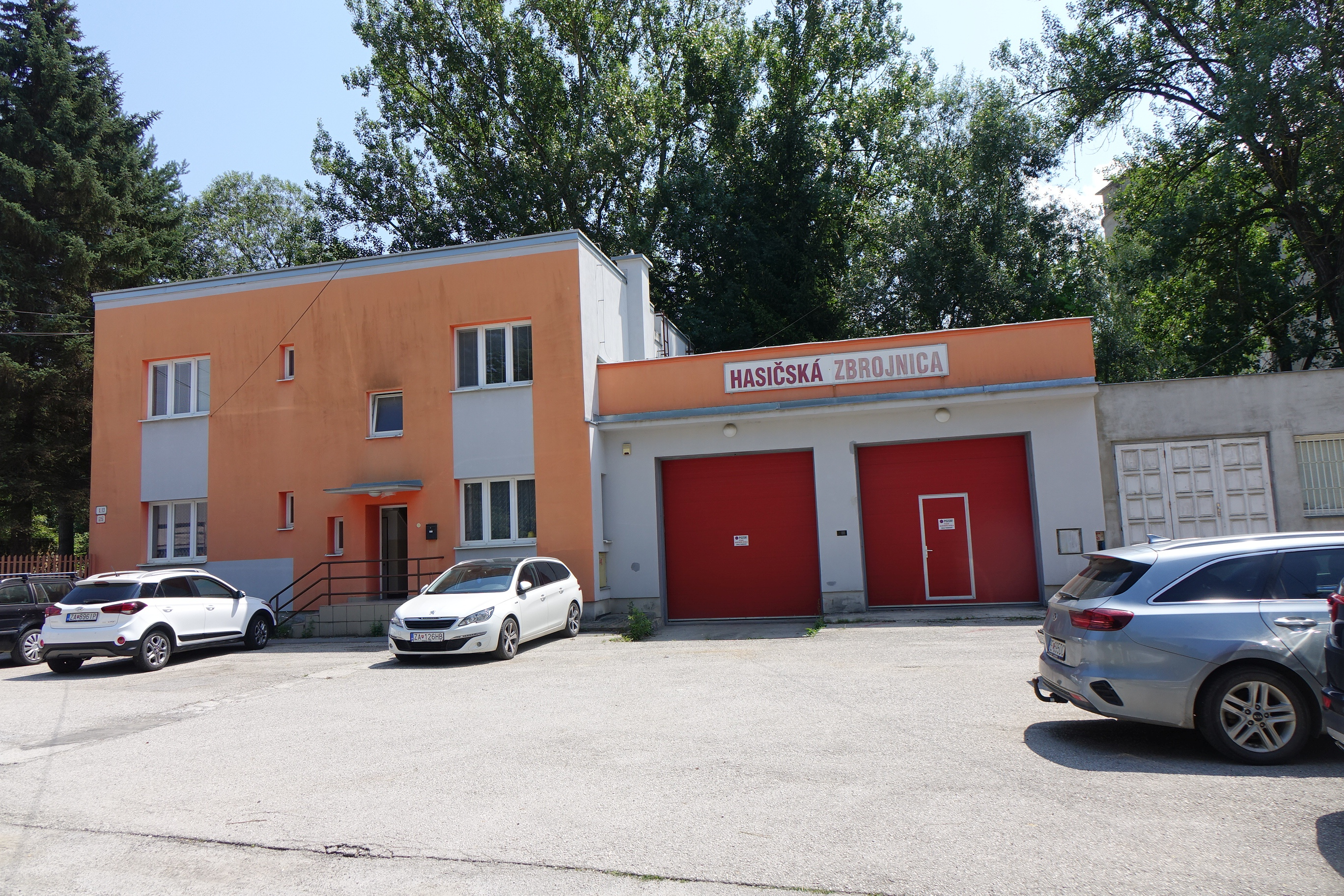
Remiza strażacka
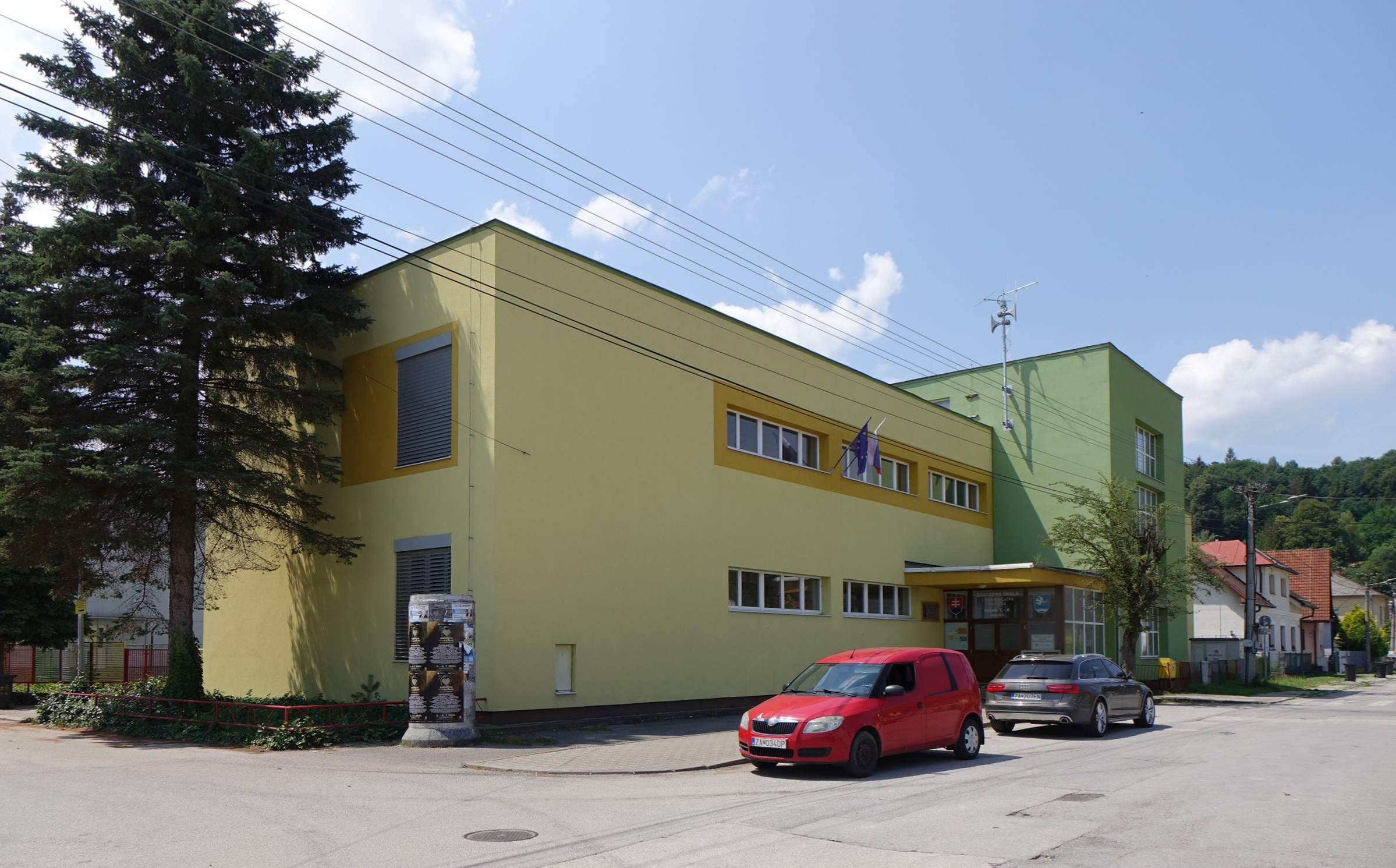
Ośrodek zdrowia
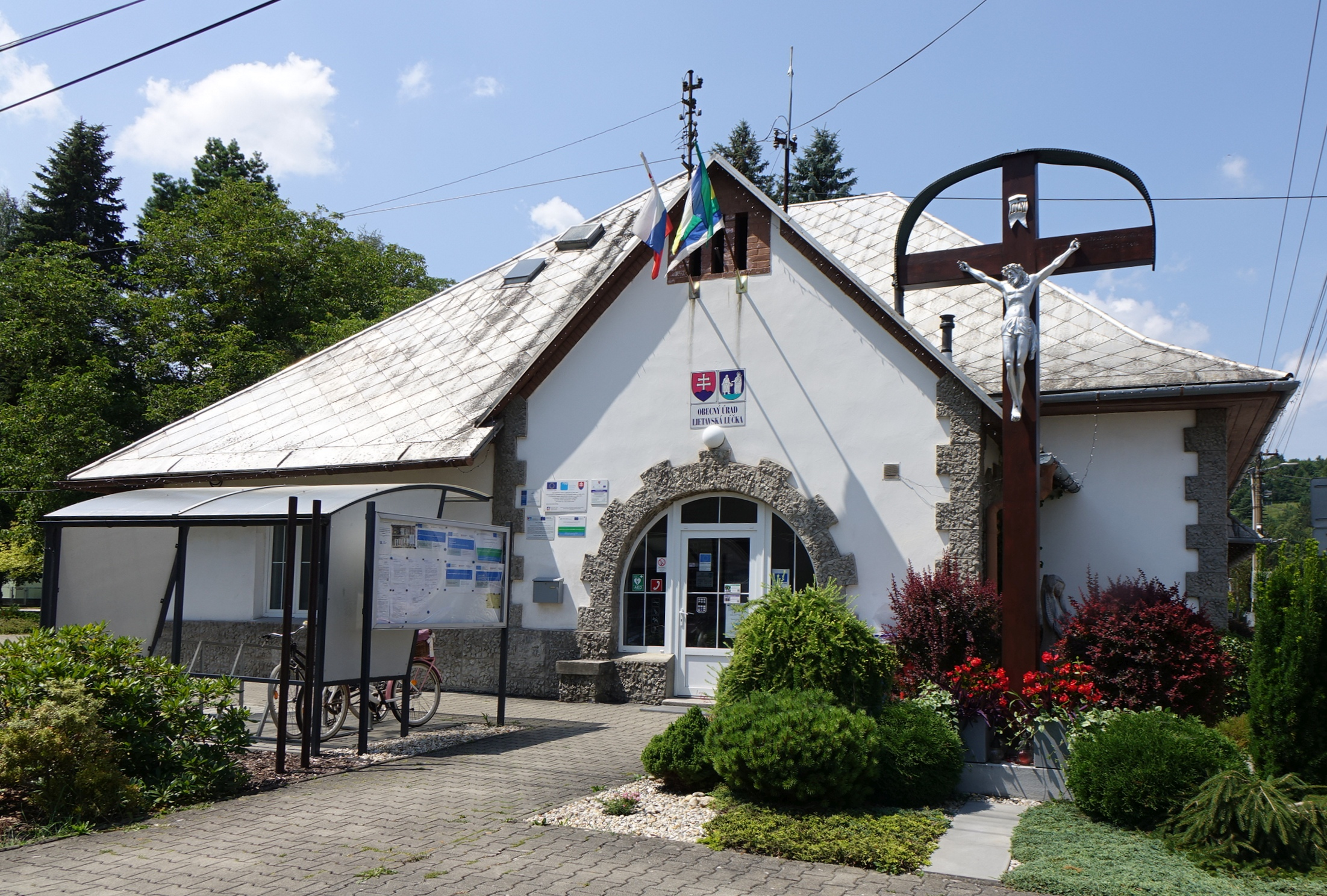
Urząd gminy
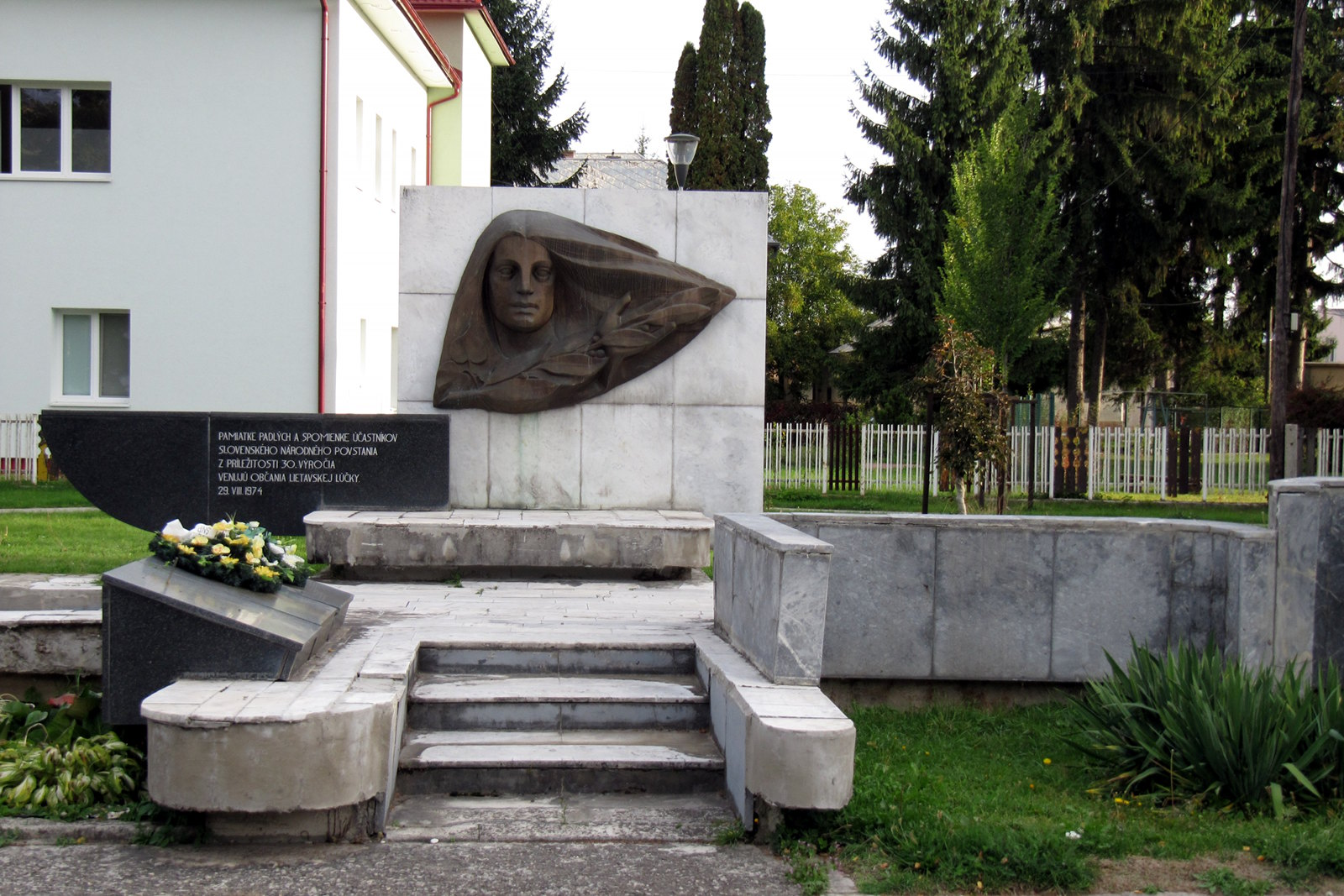
Pomnik SNP